# Photo Booth
Photo Booth és una aplicació de programari per agafar fotos i vídeos amb un iSight càmera. Està publicat per Apple Inc. com a part de macOS i iOS (en el iPad i iPad Mini disponible començant amb el iPad 2).
Photo Booth va ser alliberat dins octubre 2005 i era al principi disponible únic en Macintosh ordinadors que van tenir un construït-en iSight la càmera que corre Mac OS X Tigre (versió 10.4).
Photo Booth mostra una previsualització de la vista de la càmara a temps real. Una filera de les fotos i vídeos guardats es mostra al llarg de la part de baix de la finestra. Thumbnails De va salvar les fotos i els vídeos són mostrats al llarg del fons d'aquesta finestra. Aquests poden ser visualitzats fent doble click a sobre seu.
Per defecte, Photo Booth visualtiza la imatge revertida horitzontalment, per simular l'usuari mirant-se en un mirall. Hi ha una opció que proveeix imatges no revertides.

## Post-processament
Després que la fotografia és feta es poden aplicar efectes clicant al botó "Efectes". Photo Booth té dos conjunts d'efectes d'imatge que poden ser aplicats quan es fa una fotografia. El primer conjunt conté els filtres fotogràfics similars a aquells dins Adobe Photoshop; els efectes addicionals poden ser descarregats de pàgines web. Un altre conjunt permet reemplaçar el fons amb un rerefons customitzat.

### Fons
L'usuari pot aplicar rerefons per proporcionar un efecte similar a una pantalla verda. Quan un rerefons és seleccionat, un missatge apareix dient a l'usuari que s'allunyi de la càmera. Una vegada que el fons és analitzat, els passos d'usuari enrere davant de la càmera i és mostrat davant del rerefons escollit.
Des de Mac OS X 10.5 Lleopard, l'aplicació pot reconèixer un fons quiet, llavors reemplaçar ell amb qualsevol un pre-imatge posada (construïda dins o subministrada per l'usuari) o també un tros de pel·lícula.
Els fons estan disponibles únic en Macs presentant un Intel processador.

## Icona
Mentre de macOS Sierra Alta, Photo Booth és l'única aplicació preinstal·lada que presenta una persona real en la seva icona. La dona va descriure és una actriu xinesa va anomenar Julie Zhan.